# 조형곤 (아이스하키 선수)
조형곤(1990년 6월 23일~)은 대한민국의 아이스하키 선수, 지도자로 현역 시절 포지션은 수비수이다. 선주 시절 아시아리그 아이스하키의 안양 한라에서 활동했다. 대한민국 국가대표팀의 일원으로 2018년 동계 올림픽에 참가했고, 아시안 게임에서 은메달 1개를 획득했다.